# ترميم حراري

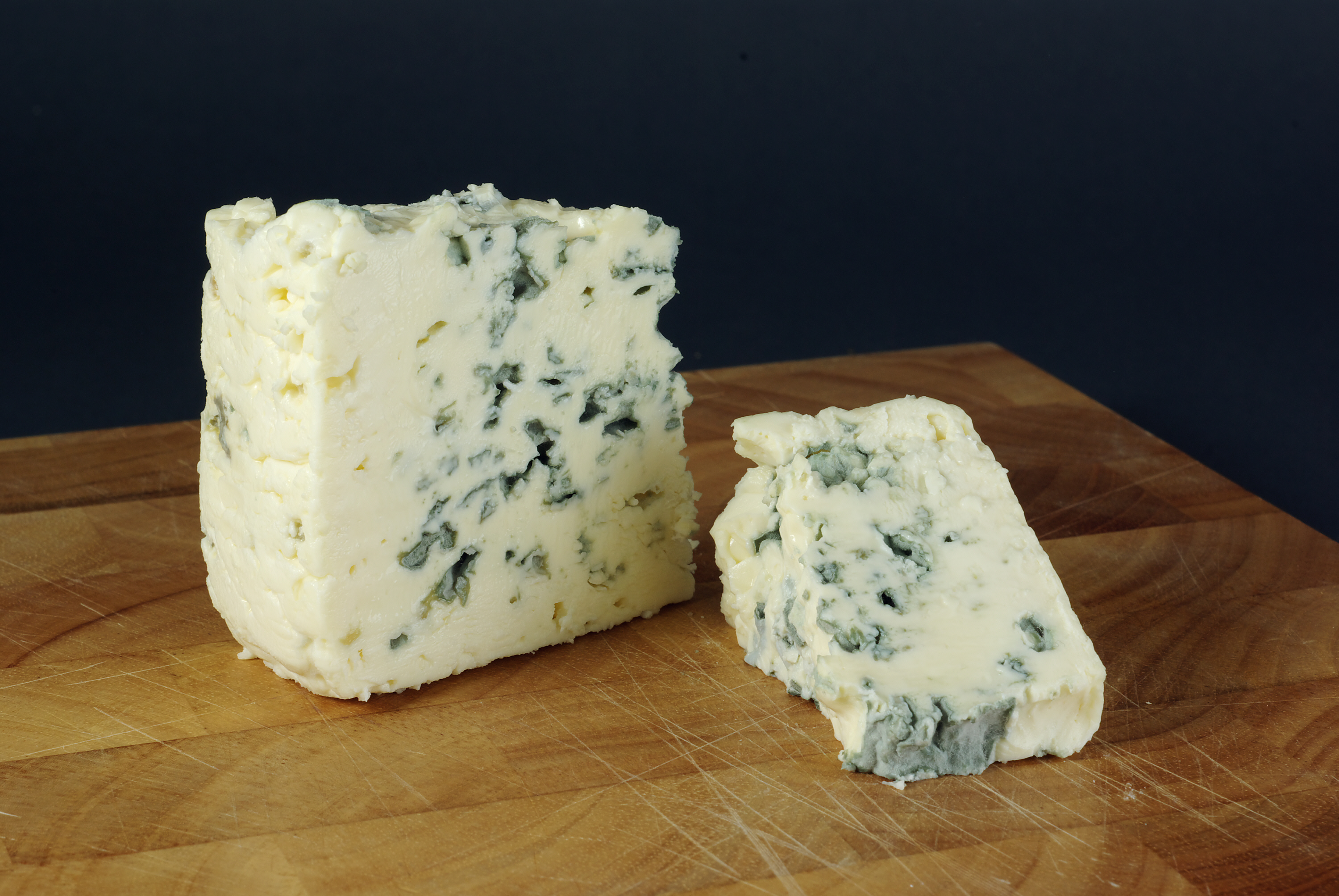

الترميم الحراري هو طريقة لتطهير الحليب الخام بالحرارة المنخفضة. «وتعتبر الثيرميرات وصفاً عاماً لمجموعة من المعالجات الحرارية ذات البراعة (من 57 إلى 68 درجة مئوية × 10 إلى 20 ثانية) مما يقلل بشكل ملحوظ من عدد البكتريا التي تفسد الحليب مع الحد الأدنى من ضرر الحرارة» . ولا تُستخدم هذه العملية في المنتجات الغذائية الأخرى  وهي مشابهة للبسترة ولكنها تستخدم درجات حرارة منخفضة، مما يسمح لمنتج الحليب بالاحتفاظ بمذاقه الأصلي أكثر من ذلك. وفي أوروبا، هناك اختلاف بين الجُبن المصنوع من الحليب المثلج وأجبان اللبن الخام ومع ذلك، تضع إدارة الغذاء والدواء الأمريكية نفس اللوائح على جميع أنواع الجُبن غير المبستر. ونتيجة لذلك، يجب أن يكون عمر الجُبن من الحليب الحراري لمدة 60 يوماً أو أكثر قبل أن يتم بيعها في الولايات المتحدة، ويتم وضع نفس القيود على الجُبن الخام من قِبل إدارة الغذاء والدواء (FDA ) .
ويشتمل الترميم الحراري على تسخين الحليب عند درجات حرارة تتراوح بين 145 و 149 درجة فهرنهايت (63-65 درجة مئوية) لمدة 15 ثانية، في حين يشمل البسترة تسخين الحليب عند 160 درجة فهرنهايت (71 درجة مئوية) لمدة 15 ثانية أو عند 145 درجة فهرنهايت (63 درجة مئوية) لمدة 30 دقيقة. ويستخدم الترميم الحراري لتمديد جودة حفظ الحليب الخام (طول الفترة الزمنية التي يكون فيها الحليب مناسباً للاستهلاك) عندما لا يمكن استخدامه على الفور في منتجات أخرى، مثلا الجُبن . يمكن أيضاً استخدام الحرارة لتمديد عمر تخزين منتجات الحليب المخمرة عن طريق تثبيط الكائنات الدقيقة في المنتج .
يعمل الترميم الحراري على تثبيط نشاط اللبن البكتيري السليم من الناحية النفسية ويسمح بتخزين اللبن تحت 8 درجات مئوية (46 درجة فهرنهايت) لمدة ثلاثة أيام، أو تخزينه في درجة حرارة تتراوح من 0 إلى -1 درجة مئوية (32-34 درجة فهرنهايت) لمدة سبعة أيام . ‘في وقتٍ لاحق يمكن إعطاء الحليب علاج حراري أقوى ليتم الحفاظ عليه لفترة أطول . وإن تبريد الحليب الحراري قبل إعادة التسخين ضروري لتأخير أو منع ثمرة الجراثيم البكتيرية . وعندما يتم تسخين الحليب لأول مرة، يمكن أن تبدأ الأبواغ (الجراثيم) في الإنبات، ولكن يمكن إيقاف نموها أو تأخيره عند تبريد الحليب، اعتماداً على متطلبات نمو الكائنات الدقيقة . وتكون الأبواغ الجرثومية حساسة للتسخين للاحق، ولكن بما أن الإنبات ليس عملية متجانسة فلن تنبت كل الجراثيم أو يتم تثبيطها بالتسخين اللاحق .